# 阿瓜卡連特 (薩爾瓦多)
阿瓜卡連特（西班牙語：Agua Caliente），是薩爾瓦多的城鎮，位於該國西北部，由查拉特南戈省負責管轄，面積195.74平方公里，海拔高度380米，2007年人口8,261，人口密度每平方公里42.2人。
14°10′N 89°13′W / 14.167°N 89.217°W